# マリエッラ・デヴィーア
マリエッラ・デヴィーア（伊: Mariella Devia, 1948年4月12日）はイタリアのソプラノ歌手。
リグーリア州キウザヴェッキア出身。

## 経歴
ミラノ音楽院でイオランダ・マニョーニに師事する。師がローマのサンタ・チェチーリア音楽院に移った後を追う形で、同音楽院にて学位を取得する。1973年のトレヴィーゾでのトティ・ダル・モンテ声楽コンクールで優勝し、同年同地にてドニゼッティの「ランメルモールのルチア」の題名役でデビューする。デビュー当初は地味な存在で、スカラ座のデビューも漸く1987年のベッリーニの「カプレーティ家とモンテッキ家」のジュリエッタ役であった。
1990年前後からイタリアの正統派コロラトゥーラ・ソプラノとして世界的な名声が高まり、キャリア晩年の2013年になってベッリーニの「ノルマ」役を取り上げ、引退公演となる2018年のヴェネツィアのフェニーチェ劇場での「ノルマ」まで衰えを知らないような活躍を見せた。
日本でも1990年代中頃から一般にも名が知られるようになり、1996年のフィレンツェ歌劇場の来日公演での「ランメルモールのルチア」で評価を決定的とした。以降は藤原歌劇団への客演や、2017年の日生劇場やびわ湖ホールでの「ノルマ」まで度々出演した。

## References
Notes
1. ↑  Interview with Mariella Devia, "Liricamente.it", 21 September 2011.

Sources
- Le guide de l'opéra, les indispensables de la musique, R. Mancini & J-J. Rouveroux (Fayard, 1986) ISBN 2-213-01563-5
- Biography of Mariella Devia, in the theatre programme for the performances of Roberto Devereux at the Teatro Carlo Felice, Genoa, 2016, p. 98

## External links
- Profile at Villa Medici Giulini, Milan
- Interview with Mariella Devia, 20 October 1997